# William Vandivert
William « Bill » Vandivert est un reporter-photographe américain né le 16 août 1912, à Evanston, dans l’Illinois, (États-Unis) et mort le 1er décembre 1989.
Il est avec Robert Capa, Henri Cartier-Bresson, David Seymour, George Rodger et Maria Eisner l’un des cofondateurs en 1947 de l’agence Magnum Photos.

## Biographie
William Vandivert étudie la chimie de 1928 à 1930 au Beloit College dans le Wisconsin, puis la photographie à l'Art Institute of Chicago de 1930 à 1935.
À partir de 1935, il devient photographe du quotidien Chicago Herald Examiner avant de rejoindre en 1938 l’équipe du magazine Life à Londres pour lequel il couvre la Seconde Guerre mondiale sur différents théâtres d’opérations européens.
Vandivert est l'un des rares photographes à avoir travaillé dans la photographie couleur avant la Seconde Guerre mondiale. À l'été 1939, il réalise un reportage photo en couleur à Paris. L'année suivante, il photographie en couleur le bombardement de Londres.
En avril 1945, Vandivert est le premier reporter-photographe occidental à réaliser des photographies des ruines de Berlin et du bunker d’Adolph Hitler, qui seront publiées par Life en juillet 1945.
Vandivert quitte la rédaction de Life en 1946 et, avec Robert Capa, Henri Cartier-Bresson, David Seymour, George Rodger et Maria Eisner, il contribue à la fondation de Magnum Photos en 1947. C'est sa femme, Rita Vandivert, qui préside la coopérative et dirige le bureau de New York à son ouverture.
Tous les deux quittent Magnum Photos dès 1948. Bill Vandivert poursuit sa carrière comme photographe indépendant, publiant de nombreux reportages dans le magazine Fortune, puis se consacre avec sa femme à la photographie documentaire sur la nature et les animaux. Ils publient ensemble plusieurs ouvrages entre 1960 et 1982.
William Vandivert meurt le 1er décembre 1989 à l’âge de 77 ans.

## Publications
- (en) The Family of Man, album de l'exposition, publié pour le Museum of Modern Art, New York, 1955.
- (en) Young Russia : children of the USSR at work and play, texte de Rita Vandivert, New York, Dodd, Mead & Company, 1960, 74 pages.
- (en) Barnaby , texte de Rita Vandivert, New York, Dodd, Mead & Company, 1963.
- (en) Common Wild Animals and Their Young, texte de Rita Vandivert.
- (en) Favorite Wild Animals Of North America, texte de Rita Vandivert, New York, Dodd, Mead & Company, 1973  (ISBN 978-0-5900-3028-1).
- (en) Favorite Pets, texte de Rita Vandivert, Scholastic, Incorporated, 1977  (ISBN 978-0-5900-8785-8).
- (en) To the rescue: seven heroes of conservation, texte de Rita Vandivert, F. Warne, 1982.

## Collections
Des photographies de William Vandivert figurent dans les collections suivantes :
- The Family of Man, château de Clervaux, Luxembourg[6] ;
- Museum of Modern Art (MoMA) ;
- National Portrait Gallery (États-Unis).